# Vallegrande
Jesús y Montes Claros de los Caballeros del Vallegrande, conocida simplemente como Vallegrande, es un municipio y una pequeña ciudad de Bolivia, capital de la provincia de Vallegrande en el departamento de Santa Cruz. El municipio tiene una superficie de 3.191 km² y cuenta con una población de 17.208 habitantes (según el Censo INE 2012).

## Historia

### Época colonial
Durante la época colonial, la primera población de Vallegrande tuvo su asiento en el lugar denominado la “Rayuela”. Las continuas invasiones de los indígenas chiriguanos obligaron a los pobladores a replegarse y trasladar la población hacia el lugar actual.
La ciudad de Vallegrande fue fundada el 30 de marzo de 1612 por mandato del Virrey del Perú, Juan de Mendoza y Luna, mediante una Cédula real. Este mandato le fue encomendado a su sobrino, el capitán Pedro Lucio Escalante de Mendoza, para fundar una ciudad de blancos que sirva de nexo entre La Plata (actual Sucre) y Santa Cruz de la Sierra.
En el año 1612 el Capitán salió de Lima con treinta familias de españoles, las cuales fueron aumentando a medida que fueron pasando por Potosí y La Plata, llegando a sumarse unas doscientas familias. Cada una de ellas llevaban su peonada de unos veinte o treinta mestizos e indígenas quechuaparlantes los cuales dejaron vestigios de esta lengua en el castellano de la región. Al llegar a su destino la ciudad ya contaba con pobladores españoles y mestizos guaraníes y chanés, y el 30 de marzo del mismo año se oficializó la fundación mediante el levantamiento del estandarte de España en la Plaza Principal.
En 1613 el Rey de España, Felipe III, confirió el título nobiliario de Nobles Hijosidalgos del Solar a cada uno de los habitantes de este pueblo, elevando su rango social y dándoles tal prebenda, como un estímulo a la fidelidad con que se mantuvieron y debía mantenerse esta ciudad de blancos.
Una gran parte de los primeros habitantes de Vallegrande eran judíos marranos convertidos al cristianismo (conversos) que escapaban de la persecución de la inquisición y autoridades locales en España, Perú y La Plata. La mayor parte de los nuevos cristianos (o judíos conversos) de Potosí, La Paz y La Plata emigraron a Vallegrande y Santa Cruz de la Sierra escapando de la persecución por parte de las autoridades locales.

### Guerra de independencia
Luego de la Revolución de Chuquisaca el 25 de mayo de 1809, los movimientos de indepenendencia en contra del imperio español se fueron propagando por el resto de las provincias de Charcas. En la región de Vallegrande, se cree que Ángel Laredo, natural de Tarata, fue el que primero se pronunció por la emancipación en los valles, sin fecha cierta, pero entre finales de 1809 o 1810.
Durante la guerra de independencia, en la región de Mizque y Vallegrande se formó la Republiqueta de Vallegrande, que fue una guerrilla independentista adscripta a las Provincias Unidas del Río de la Plata que luchó contra los realistas españoles y proespañoles. Al mando estaba el militar Juan Antonio Álvarez de Arenales, quien era el jefe principal de todas las republiquetas. Cuando se reitró Álvarez de Arenales, a fines de 1815, Vallegrande volvió a caer bajo el dominio español. Sin embargo, no dejaron de hostilizar a las guarniciones realistas pequeñas partidas de guerrilleros patriotas. Luego del continuo conflicto entre realistas y patriotas, se terminó la guerra de la independencia y se dio la libertad de toda la región.

### Época republicana
Después de la independencia de Bolivia en 1825, también influyó en la zona de Vallegrande el asentamientos de árabes, principalmente palestinos, sirios y libaneses, y de algunos europeos (italianos y croatas).

### sigloXX
El 8 de octubre de 1967, el grupo guerrillero del Che Guevara fue emboscado en una quebrada y fue capturado, para luego ser ejecutado en el pueblo de La Higuera. Tras su ejecución, el 9 de octubre del mismo año, el cuerpo de Ernesto Guevara fue llevado en helicóptero a Vallegrande. Aquí permanecieron enterrados de forma oculta en una fosa común los restos del Che durante aproximadamente 30 años, hasta que fueron encontrados en 1997 para posteriormente ser trasladados a Cuba.

## Geografía

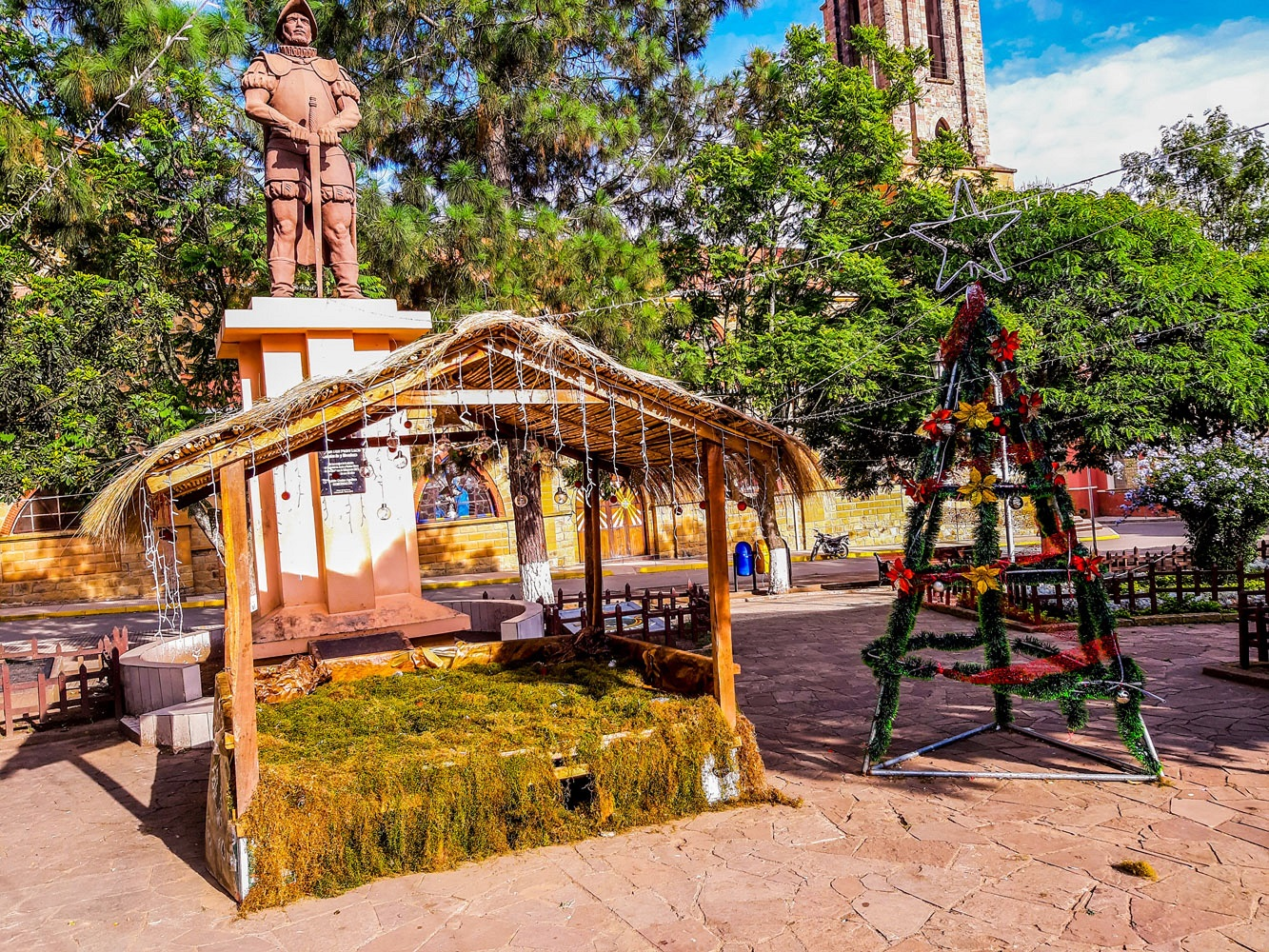
Un pesebre y su árbol de Navidad en plaza principal de Vallegrande (Bolivia), delante del monumento al conquistador Pedro Lucio de Escalante y Mendoza.

La ciudad se encuentra en las estribaciones de los Andes, a una altitud de unos 2.030 m s. n. m.
dentro de un gran valle fértil para la agricultura y del cual deriva su nombre.
Por medio de la ciudad de Vallegrande discurre el río Yaguarí, mientras al este de la ciudad pasa el río Ciénega.

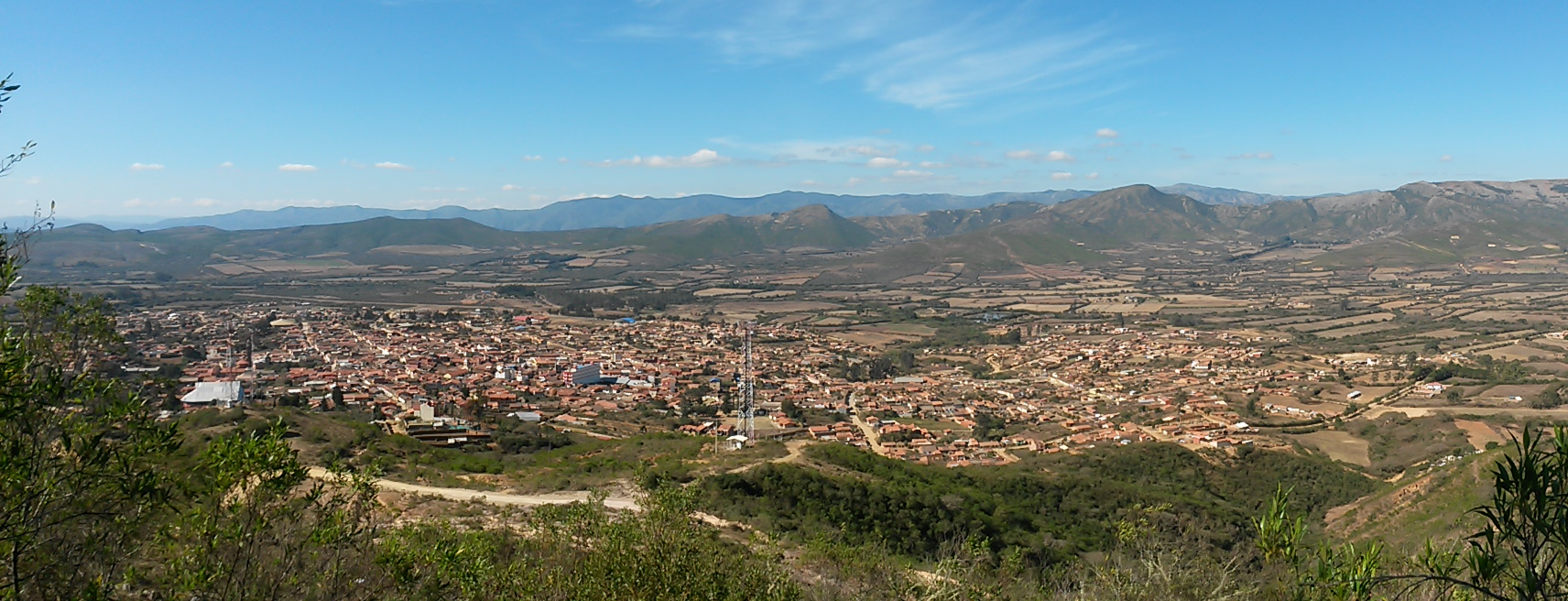
Vista panorámica del pueblo de Vallegrande.

## Clima
El clima de la ciudad es templado con una temperatura anual media de 18.5°C, si bien la temperatura en verano llega a los 30°C y en invierno baja por debajo de 0°C. Los mejores meses para visitar Vallegrande son entre diciembre y marzo, época que sale la mayor producción agrícola, donde se puede disfrutar de frutas, derivados del maíz, y por supuesto del carnaval vallegrandino.

## Demografía
De acuerdo con el censo boliviano de 2024, la población del municipio de Vallegrande es de 17 172 habitantes.
La población del municipio aumentó sólo ligeramente entre 1992 y 2024, mientras que la población de la ciudad ha aumentado aproximadamente a la mitad entre 1992 y 2012:
| Año  | Habitantes (municipio) | Habitantes (ciudad) | Fuente |
| ---- | ---------------------- | ------------------- | ------ |
| 1992 | 16.621                 | 6.341               | Censo  |
| 2001 | 16.837                 | 7.801               | Censo  |
| 2012 | 17.208                 | 10.158              | Censo  |
| 2024 | 17.172                 |                     | Censo  |

El municipio comprende 109 comunidades (localidades), siendo la población más grande del municipio la ciudad de Vallegrande con 10.158 habitantes, en la parte norte del municipio.

## Arquitectura
Es una ciudad con una arquitectura colonial, si bien fue el legado de la colonia española asentada allí, tiene una característica típica a los pueblos de España.

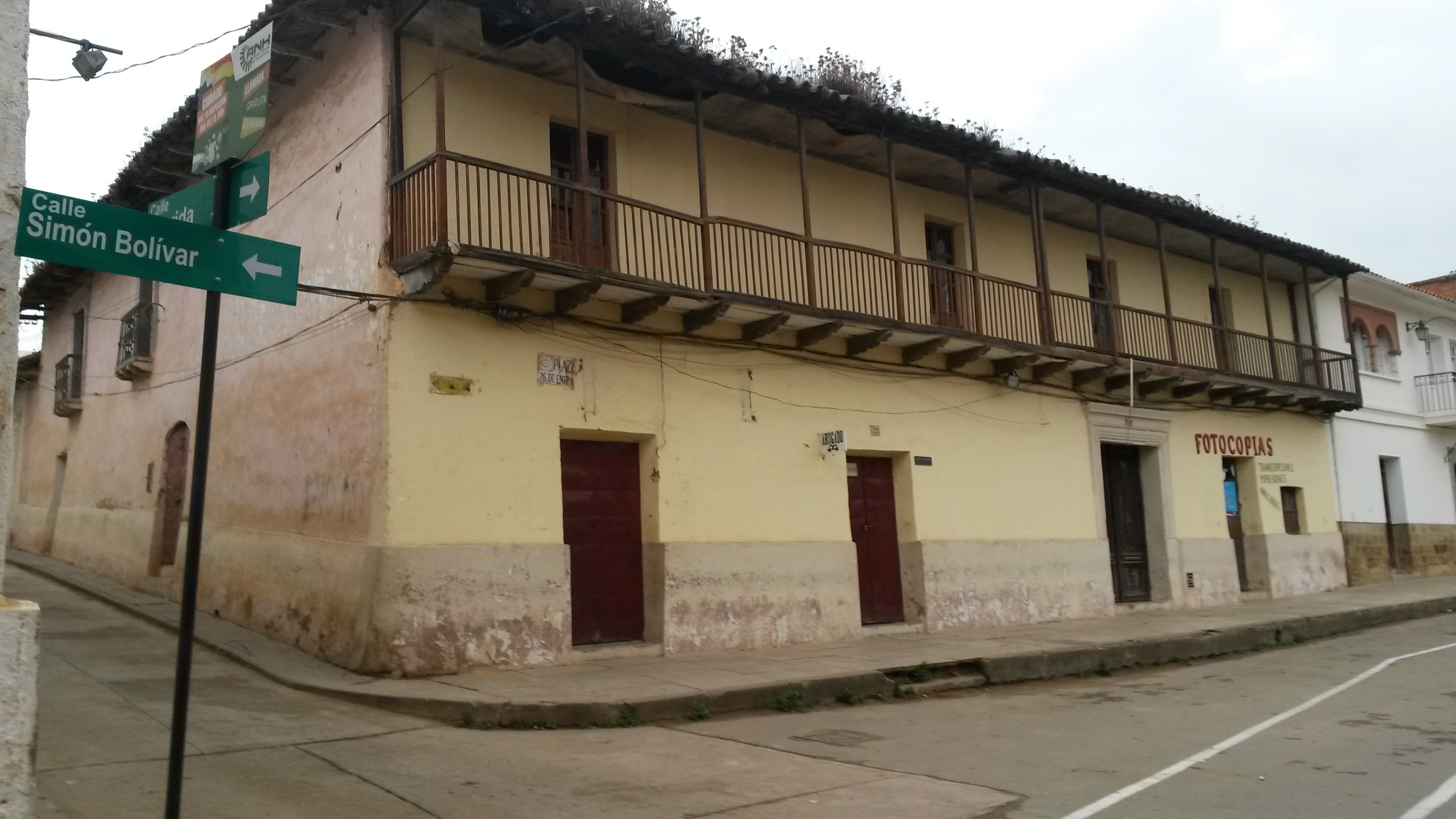
Casona de la época colonial. Plaza principal de Vallegrande.

## Economía
La economía de la ciudad es principalmente agrícola aunque es sede de eventos empresariales diversos.

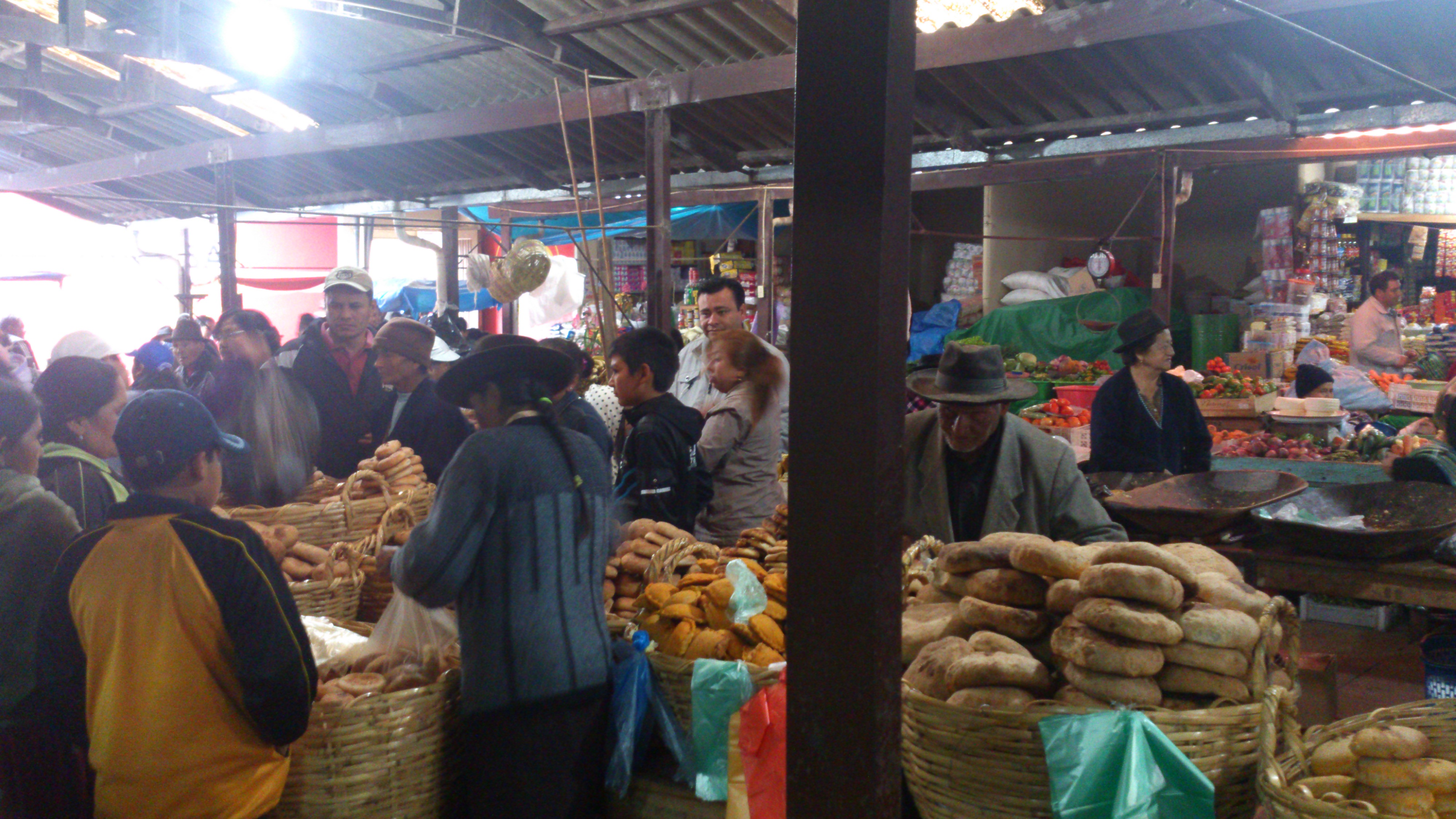
Venta de panes y demás productos. Mercado Celso Camacho.

  Vallegrande produce cereales (maíz, trigo y cebada), frutas (manzana, durazno, ciruelo, uva, mora), y legumbres. Hay una gran cantidad de productos artesanales de valor agregado como los licores de fruta, el vino artesanal, empanadas, chamas, horneados, tejidos de lana, alfombras con tintes naturales, artesanías de chala y otros.  Muchos de los productos de Vallegrande se comercializan en la ciudad de Santa Cruz donde los vallegrandinos son una de las colectividades más grandes e influyentes.

## Transporte
Vallegrande se encuentra a 240 km al suroeste de Santa Cruz de la Sierra, la capital departamental. La ruta troncal asfaltada Ruta 7 conduce desde Santa Cruz hacia Cochabamba y después de 187 km llega al pequeño pueblo de Mataral vía Samaipata y La Angostura. Desde allí, la Ruta 22 se bifurca en dirección sur y llega a Vallegrande después de 53 km.
La ciudad también está conectada a la red de vuelos regionales a través del Aeropuerto Capitán Av. Vidal Villagomez Toledo.

## Turismo

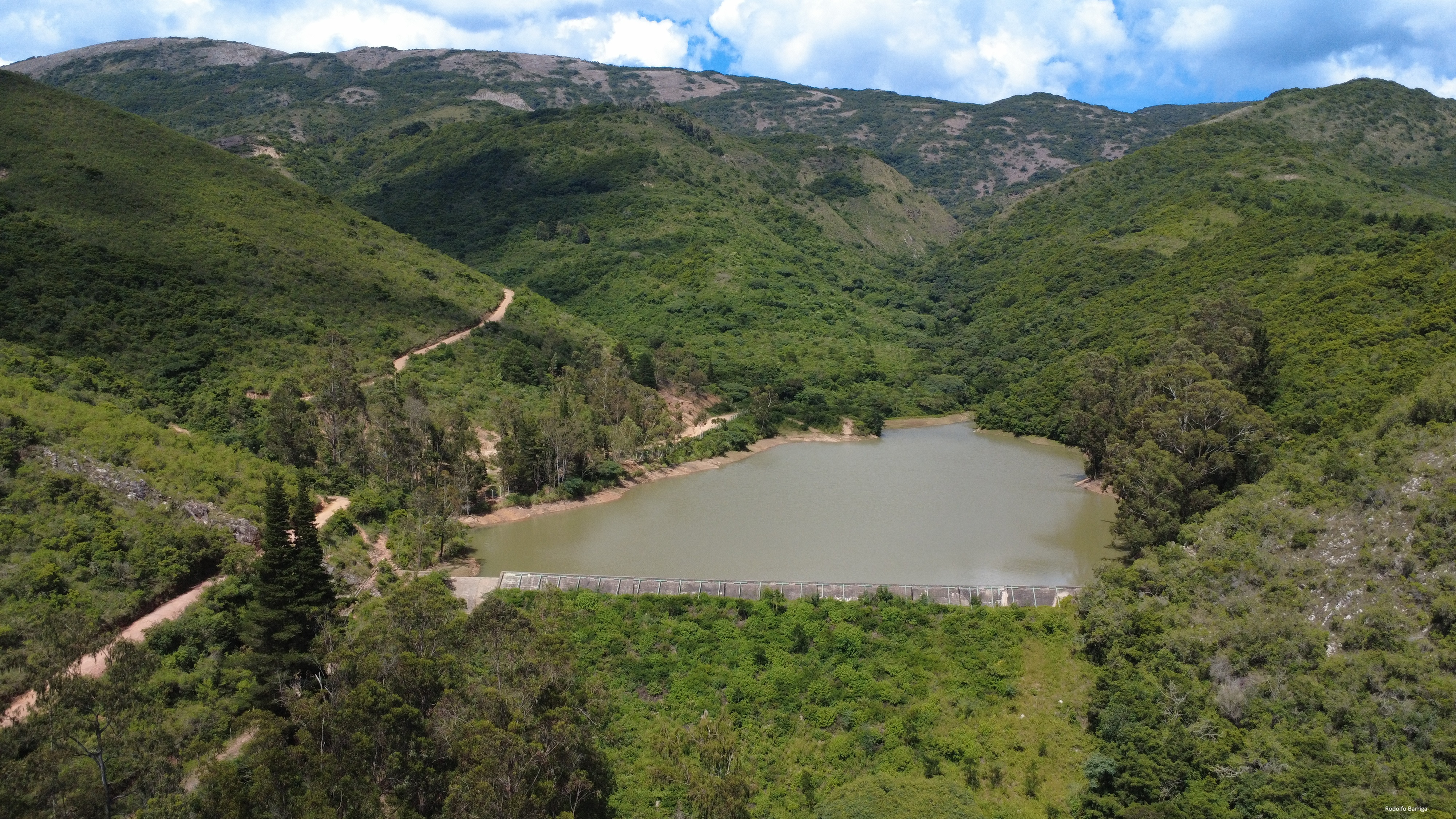
Vista de la Represa de Guadalupe, al sur de la ciudad de Vallegrande.

El turismo es también un sector importante de la economía. Festividades como el carnaval atraen a decenas de miles de turistas. Vallegrande es una visita obligatoria de la ruta del Che, ya que ahí fue enterrado, después de su muerte en el vecino pueblo de La Higuera. 

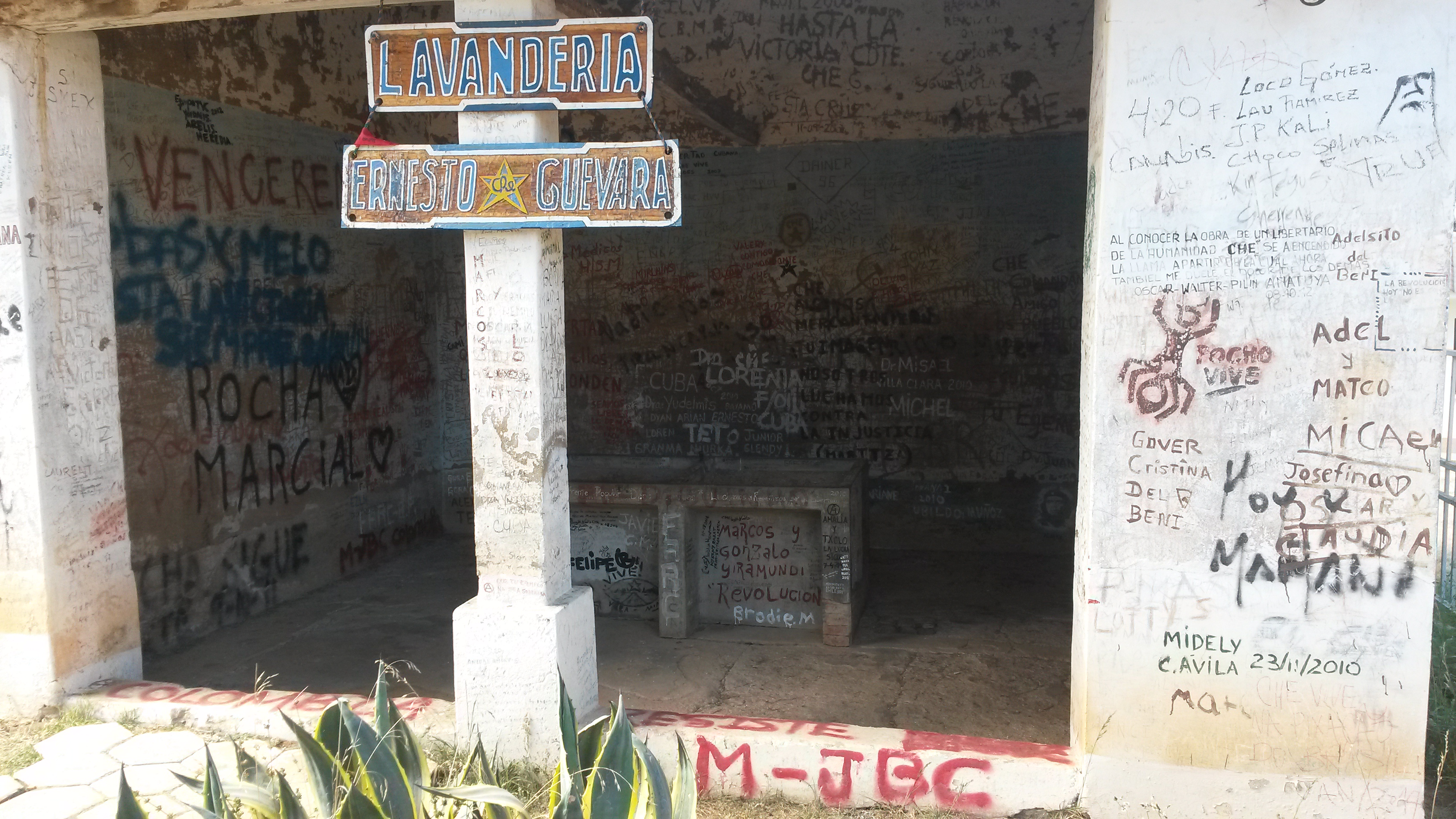
Lavandería donde se expuso el cuerpo del Che Guevara sin vida. Vallegrande agosto de 2014.

Otros pueblos turísticos y parajes atractivos se encuentran en la cercanía y muchos visitantes aprovechan para verlos, entre los principales se encuentran Samaipata, Pucará, Postrervalle, La Higuera, la Represa de Guadalupe, las ruinas de civilizaciones antiguas en Pucarillo, los molinos de piedra en Cuevas, las pinturas rupestres de Mataral, los cajones de río Grande, Alto Seco y Masicurí.
En la Casa Cultural de Vallegrande se encuentra el museo arqueológico que exhibe piezas variadas en cuanto a cerámica, misteriosos instrumentos musicales, esculturas, tinajas, grabados rupestres. Se encuentran referencias e incluso algunos objetos de diferentes culturas como la oriental o amazónica, Tiahuanaco expansiva, Omereque, Yampara e Inca que habrían sido registrados en el lugar.